# جيمس إي. نيل
جيمس إي. نيل (بالإنجليزية: James E. Neal)‏ هو محامي وسياسي أمريكي، ولد في 21 فبراير 1846 في هاملتن في الولايات المتحدة، وتوفي بنفس المكان في 18 أبريل 1908. حزبياً، نشط في الحزب الديمقراطي. وقد انتخب عضو مجلس نواب أوهايو.